# Новая Чара

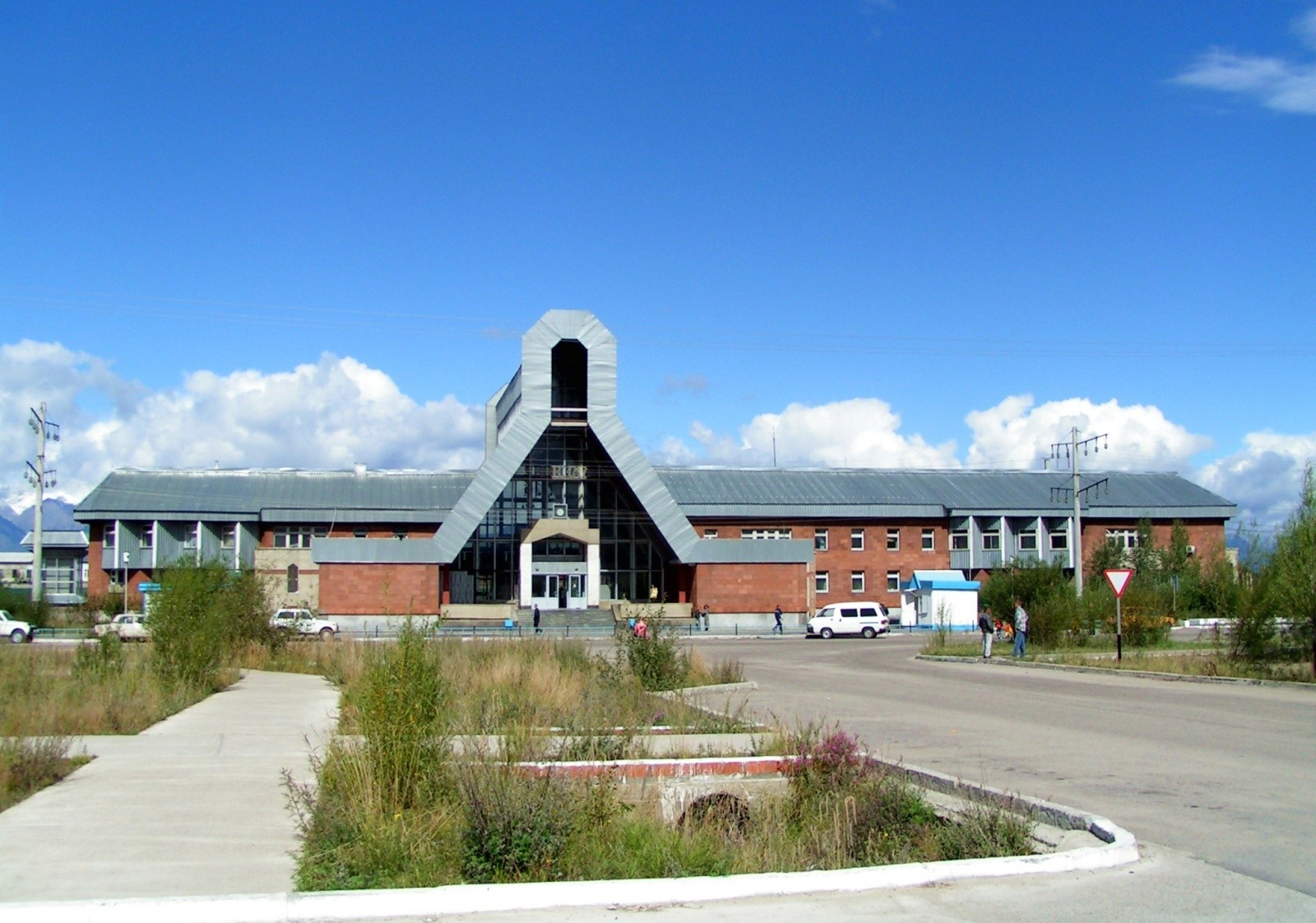
Новая Чара. Железнодорожный вокзал

Но́вая Ча́ра — посёлок городского типа в Каларском районе Забайкальского края. Административный центр Каларского муниципального округа".
В посёлке — станция Новая Чара Восточно-Сибирской железной дороги на Байкало-Амурской магистрали.
Население — 4238 чел. (2021).
24 июля 2020 года Каларский муниципальный район преобразован в муниципальный округ с административный центром в пгт Новая Чара.

## География
Находится на левом берегу реки Нирунгнакан, в 2 км южнее места её впадения в реку Чару, в 18 км к югу от районного центра, села Чара.

## История

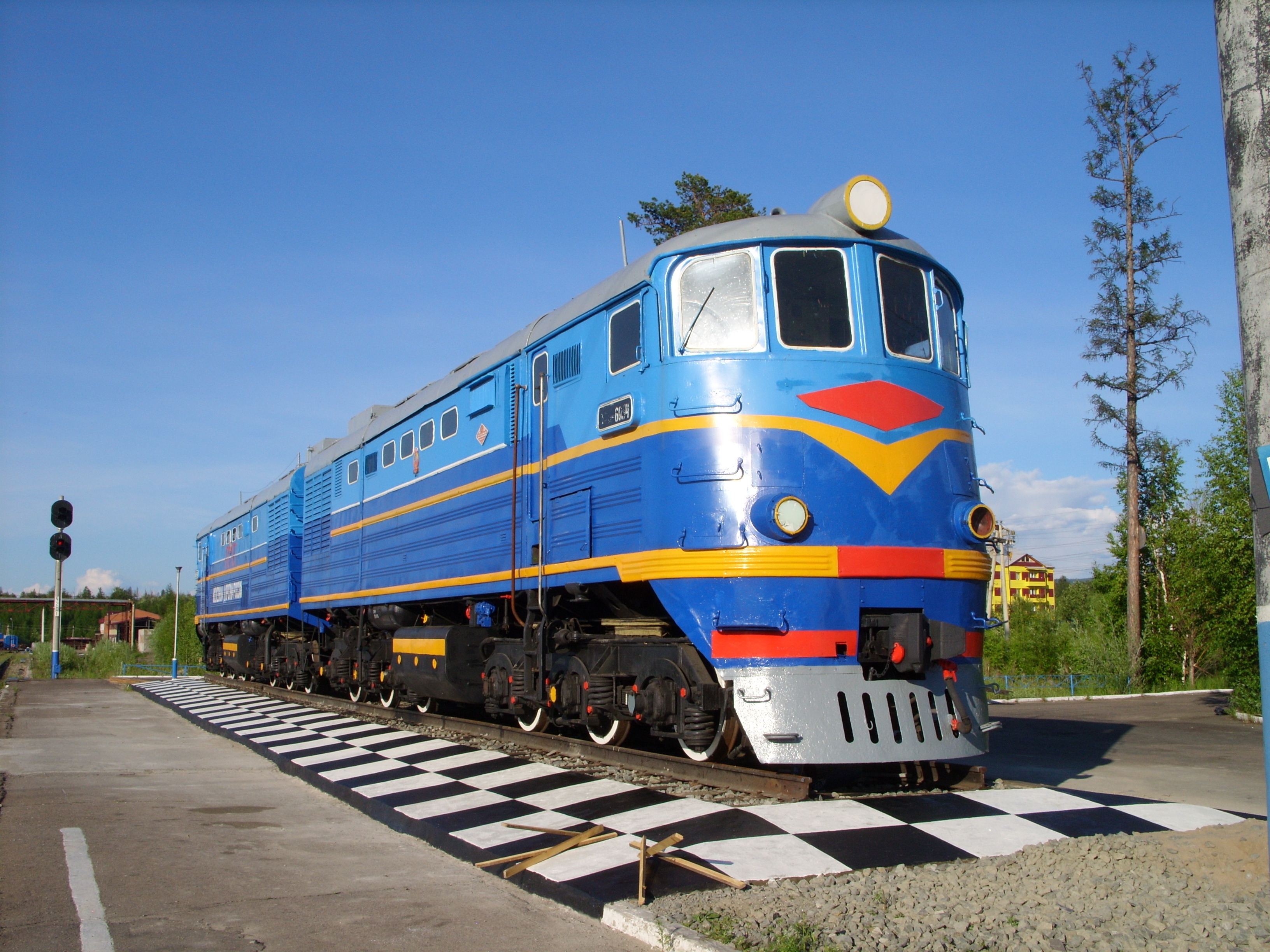
Памятник на станции — тепловоз ТЭ3

Посёлок возник в 1979 году при строительстве БАМа. В 1978—1980 годах здесь высадились первые отряды строителей. К 1980 году были построены школа, детский сад, больница, общежитие, железнодорожный мост.
С марта 1983 года коллектив СМП «КазахБАМстрой» приступил к строительству железнодорожного вокзала, спортивного зала, детского сада, средней общеобразовательной школы, гостиницы, жилых пятиэтажных домов и других объектов.
В ноябре 1983 года на станции Новая Чара было уложено «серебряное звено», а 7 ноября на станцию пришёл первый рабочий поезд.

## Население
| 1989  | 2002  | 2009  | 2010  | 2011  | 2012  | 2013  | 2014  | 2015  |
| ----- | ----- | ----- | ----- | ----- | ----- | ----- | ----- | ----- |
| 8787  | ↘4693 | ↘4365 | ↘4315 | ↘4314 | ↘4232 | ↘4120 | ↘4041 | ↘4009 |
| 2016  | 2017  | 2018  | 2019  | 2020  | 2021  |       |       |       |
| →4009 | ↘3973 | ↘3949 | ↘3824 | ↘3770 | ↗4238 |       |       |       |

## Экономика
В посёлке действуют локомотивное депо и дистанция пути, ТОО «Апсатская угледобывающая компания» (ликвидировано), АО «БАМстройпуть», АОЗТ «Забайкалстальинвест», ООО «БАМ» и другие предприятия.
В 30 км южнее посёлка находится Удоканское медное месторождение, третье в мире по запасам меди (около 26,7 млн тонн).

## Инфраструктура
- Новочарская средняя общеобразовательная школа № 2 им. Героя России Игоря Молдованова
- Центр развития ребёнка - Детский сад «Берёзка»
- Новочарская детская школа искусств
- Дом детского творчества
- Каларский историко-краеведческий музей
- Каларская центральная библиотека, Новочарская библиотека-филиал № 7
- Клиническая больница РЖД-Медицина города Чита, поликлиника на станции Новая Чара
- Поликлиника ГУЗ «Каларская ЦРБ»
- Железнодорожный вокзал
- ОМВД России «Каларское»
- Пожарная часть

## Сфера связи и услуг
Услуги связи предоставляет компания ОАО «Ростелеком»,"Калартелеком" и «СеверСвязь». С 1940 года на территории района, а с 1979 на территории посёлка выпускается газета «Северная Правда», выпускались газеты «Свежий номер» и «Каларская звезда». Также (около 2009 года) начало работу местное кабельное телевидение.

## Природа
В поселковой зоне, вдоль реки Нирунгнакан произрастает елово-чозениевая роща, деревья в которой достигают высоты 25-30 метров. Она является памятником природы регионального значения.

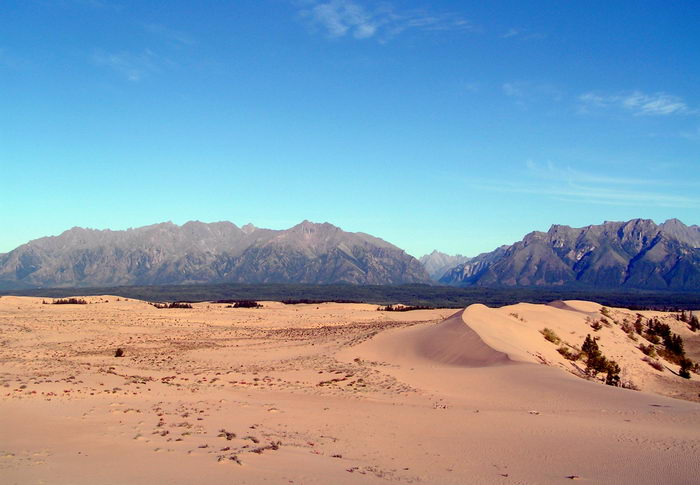
Вид на хребет Кодар из урочища Чарские пески.

В 10 километрах от станции находится урочище Чарские пески.

## Разное
Входит в Перечень населенных пунктов Забайкальского края, подверженных угрозе лесных пожаров

## Люди, связанные с посёлком
- В посёлке жил Герой России Игорь Молдованов (1975—1995). Его именем названы улица и школа в посёлке.